# Ehlers
Ehlers ist ein deutscher Familienname.

## Namensträger

### A
- Ada von Ehlers (1899–1981), norwegische Schauspielerin, siehe Ada Egede-Nissen
- Adolf Ehlers (1898–1978), deutscher Politiker (KPD, SPD)
- Albrecht Ehlers (* 1957), deutscher Manager und Rechtsanwalt, Kanzler der Technischen Universität Dortmund
- Alexander P. F. Ehlers (* 1955), deutscher Mediziner und Fachanwalt
- Alfred Ehlers (Politiker) (1879–??), deutscher Gewerkschafter und Politiker (SPD), MdHB
- Alfred Ehlers (Bildhauer) (1885–1955), deutscher Bildhauer und Architekt
- Alice Ehlers (1887–1981), amerikanische Cembalistin und Musikpädagogin
- Andrea Schröder-Ehlers (* 1961), deutsche Politikerin (SPD), MdL
- Anke Ehlers (* 1957), deutsch-britische Psychologin

### B
- Beth Ehlers (* 1968), US-amerikanische Schauspielerin

### C
- Carl-Theo Ehlers (1925–2006), deutscher Mediziner und ordentlicher Professor für Medizinische Dokumentation und Datenverarbeitung
- Caspar Ehlers (* 1964), deutscher Historiker
- Christina Ehlers (1911–1960), deutsche Schauspielerin
- Claus Ehlers (* 1944), deutscher Politiker (CDU)

### D
- Dirk Ehlers  (* 1945), deutscher Wirtschaftsrechtler

### E
- Eckart Ehlers (Geograph) (* 1938), deutscher Geograph
- Eckart Ehlers (Pastor) (* 1939), deutscher Pastor
- Edvard Ehlers (1863–1937), dänischer Dermatologe
- Ekkehard Ehlers (* 1974), deutscher Musiker, DJ und Klangkünstler
- Ella Ehlers (1904–1985), deutsche Politikerin (KPD, SPD)
- Erich Ehlers (1931–2014), deutscher Organist
- Ernst Ehlers (Zoologe) (1835–1925), deutscher Zoologe
- Ernst Ehlers (SS-Mitglied) (1909–1980), deutscher SS-Obersturmbannführer

### F
- Freddy Ehlers (* 1945), ecuadorianischer Journalist und Politiker
- Fritz Ehlers (1911–1981), deutscher Musikpädagoge

### G
- Georg Ehlers (1890–1972), deutscher Bauingenieur
- Gerd Ehlers (eigentlich Gerd Szczerbicki; 1924–1988), deutscher Schauspieler
- Gerd Ehlers (Staatssekretär) (1946–2021), deutscher Verwaltungsjurist, Staatssekretär
- Gerhard Ehlers (* 1948), deutscher Fußballspieler
- Gustav Ehlers (1873–1947), deutscher Handwerker, Gastwirt, Angestellter und Mitglied der Lübecker Bürgerschaft
- Gustavo Ehlers (1925–2017), chilenischer Leichtathlet

### H
- Hanni Ehlers (* 1954), deutsche Übersetzerin
- Hans Ehlers (Pfarrer) (1889–1978), deutscher lutherischer Pfarrer und Heimatforscher
- Hans Jürgen Ehlers (1926–2013), deutscher Buchhändler
- Hans-Peter Ehlers (1933–2017), deutscher Fußballspieler und -trainer, siehe Peter Ehlers (Fußballspieler, 1933)
- Heinrich Gottlieb Ehlers, deutscher Unternehmer
- Heinrich Ehlers (Politiker, 1873), deutscher Volkswirt und Mitglied der verfassungsgebenden Preußischen Landesversammlung
- Heinrich Otto Ehlers (1846–1910), deutscher Politiker, MdA Preußen und Oberbürgermeister von Danzig
- Heinz Ehlers (* 1966), dänischer Eishockeyspieler und -trainer
- Henry Ehlers (1897–1988), deutscher Graphiker
- Hermann Ehlers (1904–1954), deutscher Politiker (CDU)

### I
- Inge Ehlers (Lehrerin) (* 1945), deutsche Trägerin des Bundesverdienstkreuzes
- Inge Ehlers (Politikerin) (* 1951), deutsche Politikerin (CDU)

### J
- Jan Ehlers (1939–2019), deutscher Landespolitiker (SPD)
- Jan P. Ehlers (* 1970), deutscher Tierarzt und Bildungsforscher
- Jerome Ehlers (1958–2014), australischer Schauspieler
- Joachim Ehlers (* 1936), deutscher Historiker
- Jorge Ehlers (* 1987), mexikanischer Eishockeyspieler
- Jürgen Ehlers (Physiker) (1929–2008), deutscher Physiker
- Jürgen Ehlers (Iranist) (* 1930), deutscher Iranist
- Jürgen Ehlers (Musiker) (um 1935–um 2014), deutscher Jazzbassist und Musikproduzent
- Jürgen Ehlers (Geograph) (* 1948), deutscher Geograph und Schriftsteller

### K
- Kai Ehlers (1944–2025), deutscher Autor und Publizist
- Karl Ehlers (1904–1973), deutscher Bildhauer und Zeichner
- Karl-Heinz Ehlers (* 1942), deutscher Landespolitiker (CDU)
- Kevin Ehlers (* 2001), deutscher Fußballspieler
- Klaas-Hinrich Ehlers (* 1959), deutscher Linguist
- Klaus Ehlers (* 1941), deutscher Träger des Bundesverdienstkreuzes
- Kurt Ehlers (1908–1972), deutscher Tierarzt und Zoodirektor

### L
- Lena Ehlers (* 1980), deutsche Schauspielerin
- Louise Ehlers (Sängerin) (1790–1812), deutsche Opernsängerin
- Louise Ehlers (Schauspielerin) (1812–1865), deutschamerikanische Theaterschauspielerin
- Ludwig Ehlers (Politiker) (1901–1973), deutscher Landespolitiker (CDU)
- Ludwig Otto Ehlers (1805–1877), deutscher Pastor, Kirchenrat und Superintendent

### M
- Magdalene Ehlers (1923–2016), deutsche Schriftstellerin
- Marianne Ehlers (* 1953), deutsche Bibliothekarin und Sprachpolitikerin
- Martin Ehlers (Pädagoge) (1732–1800), deutscher Reformpädagoge und Hochschullehrer
- Martin Ehlers (Musiker) (* 1962), deutscher Jazzmusiker und Arzt
- Michael Ehlers (* 1963), deutscher Squashspieler

### N
- Nikolaj Ehlers (* 1996), dänischer Eishockeyspieler
- Nils Ehlers (* 1994), deutscher Volleyball- und Beachvolleyballspieler

### O
- Ottilie Ehlers-Kollwitz (1900–1963), deutsche Graphikerin und Malerin
- Otto Ehlers (Politiker) (1855–1917), deutscher Politiker (FVP)
- Otto Ehrenfried Ehlers (1855–1895), deutscher Forschungsreisender und Reiseschriftsteller

### P
- Paul Ehlers (Wasserbauingenieur) (1854–1934), deutscher Wasserbauingenieur
- Paul Ehlers (Musikkritiker) (1881–1942), deutscher Musikkritiker und Komponist
- Paul Nikolai Ehlers (1920–2007), deutscher Chirurg und Hochschullehrer
- Peter Ehlers (Fußballspieler, 1933) (Hans Peter Ehlers; 1933–2017), deutscher Fußballspieler, -trainer und -funktionär
- Peter Ehlers (Verwaltungsjurist) (* 1943), deutscher Verwaltungsjurist, Präsident des BSH
- Peter Ehlers (Fußballspieler, 1966) (* 1966), deutscher Fußballspieler

### R
- Rainer Ehlers (* 1941), deutscher AIDS-Seelsorger
- Ralf-Udo Ehlers (* 1956), deutscher Agrarwissenschaftler und Zoologe
- Reinhard Ehlers (1928–2009), deutscher Politiker (CDU), Kirchenbeamter und Bremer Bürgerschaftsabgeordneter
- Renate Ehlers (* 1929), deutsche Botanikerin
- Rolf Ehlers (* 1969), deutscher Sänger (Tenor) und Musikmanager
- Rudolph Ehlers (1834–1908), deutscher evangelischer Theologe

### S
- Sebastian Ehlers (Politiker) (* 1982), deutscher Politikwissenschaftler und Politiker (CDU)
- Sebastian Ehlers (Eishockeyspieler) (* 1993), dänischer Eishockeyspieler
- Swantje Ehlers (* 1947), deutsche Literaturwissenschaftlerin und -didaktikerin

### T
- Tanja Ehlers (* 1981), dänische Ruderin
- Tibor Ehlers (1917–2001), deutscher Pädagoge und Musikinstrumentenbauer
- Torben Ehlers (* 1984), deutscher Handballspieler

### U
- Ulf-Daniel Ehlers (* 1971), deutscher Bildungsforscher und Hochschullehrer
- Ulrich Ehlers (Zoologe) (* 1940), deutscher Zoologe
- Ulrich Ehlers (Medienpädagoge) (* 1944), deutscher Medienpädagoge
- Ulrich Ehlers (Wirtschaftswissenschaftler), deutscher Wirtschaftswissenschaftler und Hochschullehrer
- Uwe Ehlers (* 1975), deutscher Fußballspieler

### V
- Vern Ehlers (1934–2017), US-amerikanischer Politiker

### W
- Walter D. Ehlers (1921–2014), US-amerikanischer Weltkriegsveteran
- Widu-Wolfgang Ehlers (* 1941), deutscher Altphilologe
- Wilfried Ehlers (1939–2016), deutscher Agrarwissenschaftler
- Wilhelm Ehlers (Sänger) (1774–1845), deutscher Sänger, Regisseur und Gesangslehrer
- Wilhelm Ehlers (Schriftsteller) (1891–1952), deutscher Schriftsteller
- Wilhelm Ehlers (Philologe) (1908–1988), deutscher Klassischer Philologe
- Wilhelm Ehlers (Politiker) (1908–1998), deutscher Politiker (SPD)
- Willy Ehlers (1905–1941), deutscher Politiker (NSDAP)
- Wolfgang Ehlers (Politiker, 1921) (1921–2010), deutscher Politiker (NPD), MdL Schleswig-Holstein
- Wolfgang Ehlers (Politiker, 1953) (* 1953), deutscher Politiker (CDU), MdB